# Tomasz Zdzikot
Tomasz Władysław Zdzikot (ur. 2 listopada 1979 w Warszawie) – polski prawnik i samorządowiec, radca prawny, w latach 2015–2017 podsekretarz stanu, a w latach 2017–2018 sekretarz stanu w Ministerstwie Spraw Wewnętrznych i Administracji, następnie w latach 2018–2020 sekretarz stanu w Ministerstwie Obrony Narodowej, w latach 2020–2022 prezes Poczty Polskiej, w latach 2022–2024 prezes zarządu KGHM Polska Miedź.

## Życiorys
Absolwent Wydziału Prawa i Administracji Uniwersytetu Kardynała Stefana Wyszyńskiego. W czasie studiów należał do Niezależnego Zrzeszenia Studentów. Ukończył studia doktoranckie w Instytucie Nauk Prawnych Polskiej Akademii Nauk, jak również studia podyplomowe z zakresu europeistyki (Instytut Politologii UKSW), samorządu terytorialnego i rozwoju terytorialnego (Uniwersytet Warszawski), zarządzania w administracji publicznej oraz zarządzania nieruchomościami (dwa ostatnie Akademia Leona Koźmińskiego w Warszawie). Zdał także egzamin dla kandydatów na członków rad nadzorczych spółek Skarbu Państwa. Uzyskał uprawnienia radcy prawnego, specjalizuje się w zakresie prawa administracyjnego i medialnego.
W wyborach samorządowych w 2002 bez powodzenia ubiegał się o mandat radnego warszawskiej dzielnicy Wawer z ramienia Prawa i Sprawiedliwości. Od 2003 do 2005 był doradcą zastępcy prezydenta Warszawy Sławomira Skrzypka. W 2006 objął stanowisko zastępcy burmistrza dzielnicy Śródmieście. W latach 2007–2008 był wiceprezesem zarządu spółki akcyjnej Centrum Bankowo-Finansowe „Nowy Świat”, następnie od 2008 m.in. wicedyrektorem Departamentu Prawnego Biura Krajowej Rady Radiofonii i Telewizji.
W 2006 po raz pierwszy wybrany do Rady m.st. Warszawy z listy PiS. W 2010 uzyskał reelekcję, od 2010 do 2014 zasiadając na stanowisku wiceprzewodniczącego Komisji Ładu Przestrzennego. W 2014 uzyskał mandat radnego sejmiku mazowieckiego; w wyborach samorządowych w 2018 z powodzeniem ubiegał się o reelekcję (zrezygnował z mandatu w 2021).
18 listopada 2015 został podsekretarzem stanu w Ministerstwie Spraw Wewnętrznych i Administracji, 25 października 2017 awansowany na stanowisko sekretarza stanu w tym samym ministerstwie oraz powołany na pełnomocnika rządu ds. przygotowania organów administracji państwowej do współpracy z Systemem Informacyjnym Schengen i Wizowym Systemem Informacyjnym. 15 stycznia 2018 powołany na stanowisko sekretarza stanu w Ministerstwie Obrony Narodowej, pozostając współpracownikiem Mariusza Błaszczaka, któremu podlegał w MSWiA. W styczniu 2019 został nadto pełnomocnikiem ministra do spraw bezpieczeństwa cyberprzestrzeni.
3 kwietnia 2020 został członkiem rady nadzorczej i pełniącym obowiązki prezesa Poczty Polskiej, w związku z czym zrezygnował z pracy w ministerstwie. 15 czerwca tego samego roku został prezesem tej instytucji. W grudniu 2021 powołany w skład Rady ds. Bezpieczeństwa i Obronności działającej w ramach Narodowej Rady Rozwoju. W sierpniu 2022 odszedł z funkcji w Poczcie Polskiej, został wówczas wiceprezesem zarządu w koncernie KGHM Polska Miedź, a w listopadzie tego samego roku objął funkcję prezesa zarządu tego przedsiębiorstwa. W lutym 2024 został odwołany z tego stanowiska. Pełnił także funkcję wiceprzewodniczącego rady nadzorczej spółki Exatel.